# Habitatge al carrer Consolat de Mar, 37-41
L'habitatge al carrer Consolat de Mar, 37-41 és un edifici catalogat com a bé cultural d'interès local que forma part de les anominades Voltes dels Pintors, en una placeta del carrer del Consolat de Mar, molt a prop de Santa Maria del Mar. Juntament amb les Voltes dels Encants, fan d'aquest indret un conjunt urbà especialment suggeridor.<ref

## Descripció
De planta baixa i tres pisos, es tracta d'un conjunt de dos edificis de reduïdes dimensions, units en una rehabilitació els anys 1995-1996. El més destacable són els porxos d'origen medieval de la planta baixa, d'uns tres metres de llum. Compten amb pilars exteriors prismàtics i quadrangulars en dues línies de suport. El sostre està suportat per bigues de fusta (les quals tenen certs desperfectes) en direcció paral·lela al carrer del Consolat de Mar.
L'obertura del local comercial és de llinda adovellat, igual que el petit portal d'accés a l'habitatge i una petita finestra. Les façanes, que donen a la placeta i al carrer del Consolat de Mar, tenen poc interès arquitectònic. A la banda de la plaça, en cada planta s'observen dues obertures per planta, un balcó i una finestra. En el cas dels primers, només el de la primera planta té desenvolupament extern. Aquesta constant dels balcons es conserva a la banda de l'esmentat carrer, tot i que només hi ha una obertura.